# Hypotrachyna booralensis
Hypotrachyna booralensis är en lavart som beskrevs av Elix. Hypotrachyna booralensis ingår i släktet Hypotrachyna och familjen Parmeliaceae.   Inga underarter finns listade i Catalogue of Life.